# Chrysosoma subrectum
Chrysosoma subrectum är en tvåvingeart som först beskrevs av Walker 1864.  Chrysosoma subrectum ingår i släktet Chrysosoma och familjen styltflugor. Inga underarter finns listade i Catalogue of Life.